# Dzień Matki (film)
Dzień Matki (ang. Mother’s Day) – amerykańska komedia z 2016 roku w reżyserii Garry’ego Marshalla, wyprodukowana przez wytwórnię Open Road Films.
Premiera filmu odbyła się w Stanach Zjednoczonych 29 kwietnia 2016. W Polsce film odbył się 13 maja 2016.

## Produkcja
Zdjęcia do filmu kręcono w Atlancie w Georgii w Stanach Zjednoczonych.

## Fabuła
Jesse (Kate Hudson) nie ma dobrych stosunków z matką, więc gdy rodzice przyjeżdżają bez zapowiedzi, atmosfera robi się napięta. Sandy dochodzi do siebie po tym, jak mąż zostawił ją dla innej. Próbuje też udowodnić, że dla swoich dzieci jest lepszą matką niż młodziutka macocha. Z kolei samotnie wychowujący córki Bradley dopiero uczy się roli ojca i matki w jednym. Skupiona na karierze aktorka Miranda niedawno zorientowała się, że czegoś jednak w jej życiu brakuje. Pewnego dnia losy tych czworga niespodziewanie się splotą.

## Obsada
Źródło: Filmweb
- Jennifer Aniston jako Sandy Newhouse[8]
- Kate Hudson jako Jesse[8]
- Julia Roberts jako Miranda Collins[8]
- Jason Sudeikis jako Bradley Barton[8]
- Britt Robertson jako Kristin[9]
- Timothy Olyphant jako Henry
- Margo Martindale jako Flo
- Shay Mitchell jako Tina[9]
- Jack Whitehall jako Zack Zimm[9]
- Aasif Mandvi jako Russell[9]
- Loni Love jako Kimberly[9]
- Ella Anderson jako Vicky Barton[10]

## Nagrody i nominacje
Źródło: Filmweb
| Rok  | Miejsce            | Nagroda     | Kategoria                | Nominacja        | Wynik     |
| ---- | ------------------ | ----------- | ------------------------ | ---------------- | --------- |
| 2016 | Teen Choice Awards | Teen Choice | Ulubiona komedia         | Dzień Matki      | Nominacja |
| 2016 | Teen Choice Awards | Teen Choice | Ulubiona aktorka komedii | Jennifer Aniston | Nominacja |